# Divini cultus sanctitatem
La constitution apostolique Divini cultus ou Divini cultus sanctitatem est un document pontifical du pape Pie XI. Publié en date du 20 décembre 1928, à l'occasion du 25e anniversaire du motu proprio de Pie X sur le chant grégorien, cette 'constitution apostolique' cherche à promouvoir la qualité et à encourager à nouveau la pratique de la musique liturgique, notamment du chant grégorien largement utilisé dans les liturgies catholiques romaines de l'époque.

## Histoire

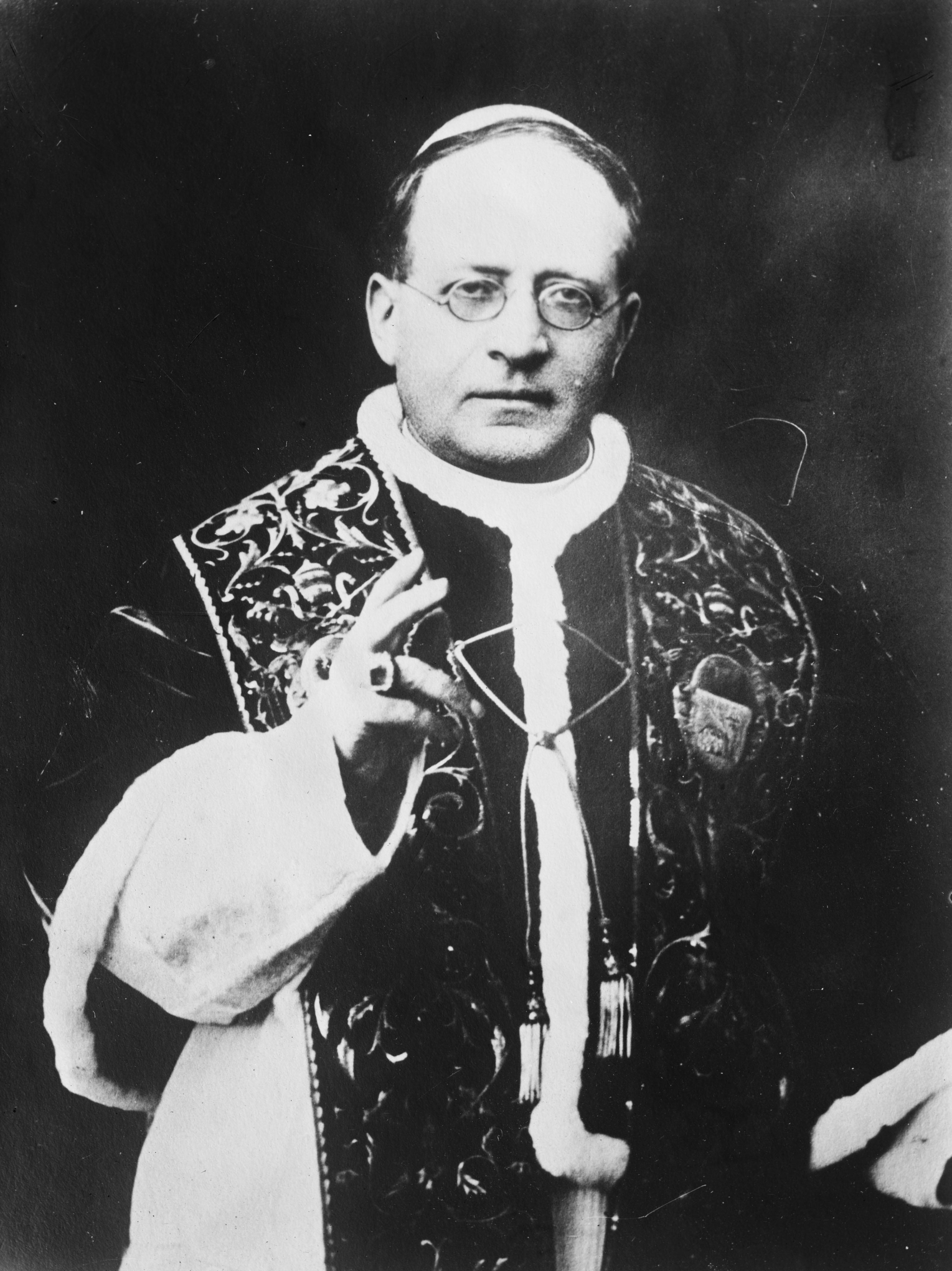
Le pape Pie XI.

La constitution apostolique du pape Pie XI promeut la pratique de la liturgie, du chant grégorien et de la musique sacrée. Publié le 20 décembre 1928, le document est comme un renouvellement et développement du motu proprio Inter pastoralis officii sollicitudes, publié auparavant par le saint pape Pie X le 22 novembre 1903. De sorte que cette constitution peut être pareillement considérée comme jubilé (25e anniversaire) du motu proprio.
Cependant, celle-ci est de l'ordre d'un encouragement pontifical: « Nous voulons faire quelques recommandations répondant aux vœux de nombreux Congrès de musique et particulièrement du récent Congrès tenu à Rome. » Il s'agit donc d'une synthèse des sujets qui concernent, en faveur de tous ceux qui exécutaient la musique liturgique.  
En France, elle s'appelle normalement Divini cultus tandis que, d'après le texte officiel en latin, il s'agit de la Divini cultus sanctitatem.

## Caractéristique

### Objectif
Lorsque le motu proprio Inter pastoralis officii sollicitudes fut annoncé en 1903, les 'éditions vaticanes' n'existaient pas encore. Vingt-cinq ans plus tard, cette édition était en train d'évoluer (article IV : « édition authentique publiée par l'imprimerie vaticane »). Mais surtout, une fois publiée, celle-ci demeurait indispensable, et cela resta en vigueur jusqu'au concile Vatican II. En conséquence, cette constitution apostolique était une adaptation à la circonstance, en 1928, dans le domaine liturgique de l'Église. En effet, quoique fût obligatoire l'usage du chant grégorien, dorénavant le chant officiel de l'église universelle (article IV : « chant grégorien dont l'usage est prescrit dans toutes les églises »), il existait plusieurs difficultés. Ainsi, l'utilisation des pièces non autorisées subsistait encore, notamment par certains musiciens. Ou, on déplorait l'exécution insuffisante du chant grégorien. Divini cultus fut donc publiée en vue d'améliorer la pratique de la musique sacrée, avec onze articles de recommandations.  
Il est donc logique que la constitution souligne, d'abord, l'autorité de la liturgie, y compris la musique liturgique traditionnelle, issue de Jésus-Christ. Le pape n'oublia pas d'ajouter l'autorité du chant grégorien avec saint Grégoire le Grand († 604), selon l'apprentissage de cette époque-là. Afin de justifier l'exécution obligatoire des chants liturgiques anciens, le document pontifical remarque la splendeur et la richesse de ces types de musique, notamment celles du chant grégorien. 

### Recommandations
Pour proposer ses recommandations, la constitution bénéficiait de vingt-cinq ans d'expérience, après le motu proprio du pape saint Pie X.     
Il est à noter que l'article IX annonça déjà la réforme liturgique du concile Vatican II, en soulignant la participation des fidèles.

#### Évolution
La constitution confirme l'une des caractéristiques de la musique sacrée, présentée en 1903 : la voix humaine avec le texte sacrée demeure supérieure aux instruments (article VI). Le document de 1928 exclut surtout la symphonie, mais, avec l'article suivant, il recommande davantage l'usage de l'orgue. Cet instrument est considéré comme un excellent moyen pour mettre en valeur la splendeur de la liturgie.   
Certes, le pape Pie X définissait, dès la Lettre pastorale sur le chant de l'Église (1895), le chant grégorien et la polyphonie, en tant que chant de l'Église en deux formes. Depuis cela, le chant grégorien est considéré toujours comme de premier rang. Mais, celui-ci est suivi de la polyphonie, un autre sommet de la musique liturgique catholique. Si Divini cultus respecte cette classification, la fonction de la polyphonie devint plus importante en 1928. Notamment, son rôle est bien souligné dans l'article V.   
Cette constitution souhaitait donc que les scholæ traditionnelles soient remplacées par les scholæ et capellæ musicorum (chapelles musicales), qui sont capables de réaliser convenablement la musicalité du chant grégorien et de la polyphonie (article II). Il existe en outre quelques nouveautés.

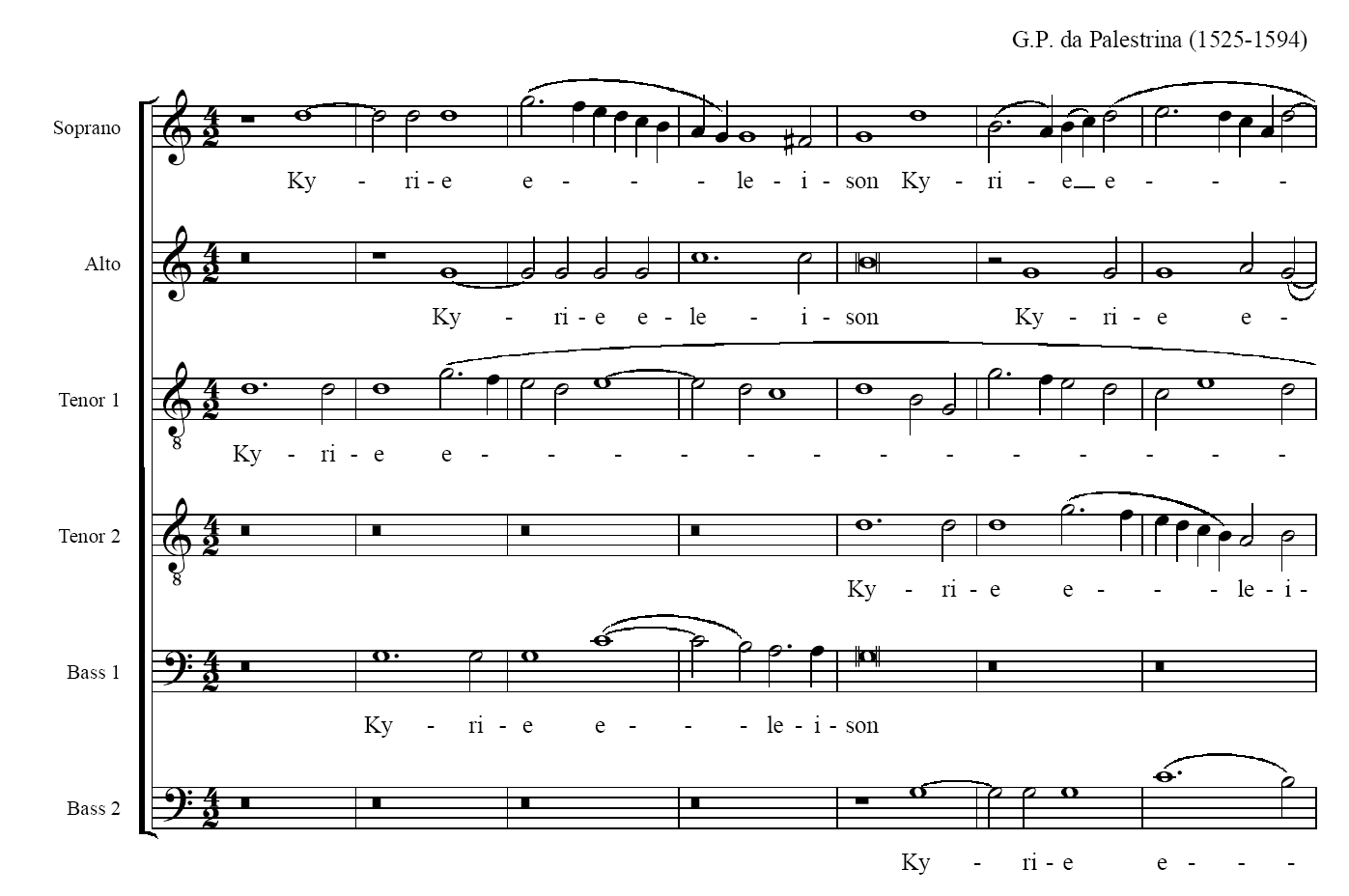
La constitution recommande fortement les pièces de Palestrina (notation de la messe du Pape Marcel).

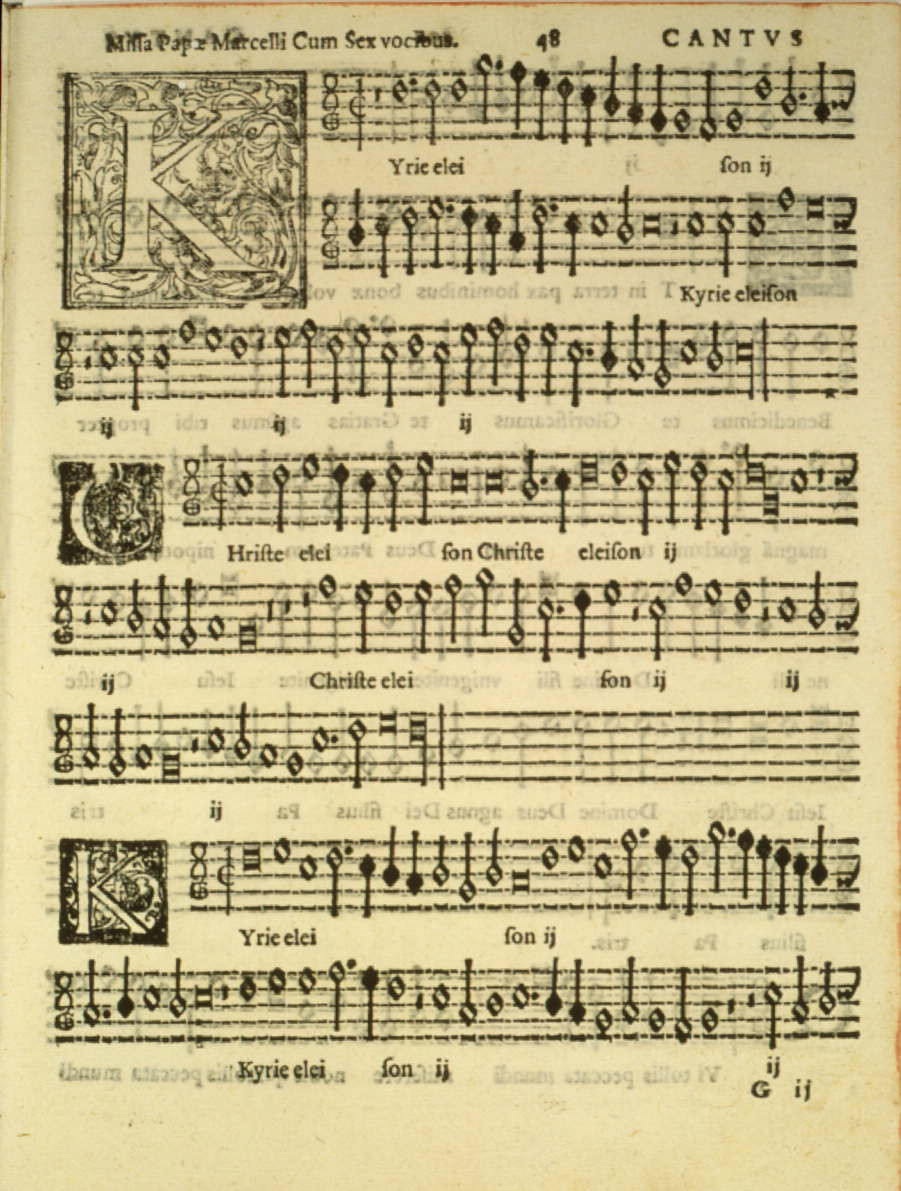
Partition de la même œuvre, publiée vers 1565 (cantus (dessus), chanté par les garçons à la Renaissance. La constitution recommande cette même façon - .)

#### Nouveauté
Une particularité se trouve au début des recommandations, déjà, avec l'article I. Il s'agit d'un conseil pour les enfants, favorisant l'enseignement du chant grégorien, auprès de petits séminaires ainsi que dans tous les autres établissements religieux de formation. Si la constitution ne le mentionne pas, c'était Justin Ward († 1975), enseignante américaine, qui avait trouvé que les enfants sont plus adaptés à l'apprentissage de ce type de musique. Celle-ci était devenue un grand défenseur des papes Pie X, Benoît XV et Pie XI. La constitution réclame en conséquence que cette recommandation favorise une excellente connaissance des religieux pour leur exécution liturgique et musicale, une fois que leur formation sera terminée.   
Au regard des enfants, encore, l'article VI propose l'établissement ou le rétablissement de la Schola puerorum auprès des paroisses, selon l'ancienne tradition. Il s'agit plus précisément d'une école réservée au choeur de garçons (manécanterie). La constitution souhaite que la voix de dessus (cantus, soprano) soit chantée par des garçons, et non par les femmes, en faveur des œuvres de la polyphonie. Avec cet article, la constitution recommande cette création des chorales même auprès des paroisses de taille modeste. Cela favorise l'exécution de qualité, exactement réalisée à la Renaissance. 
Il faut remarquer que la constitution souhaite fortement la participation des fidèles aux chants liturgiques (article IX). Lors des célébrations, il leur faut chanter avec le chœur, et ne pas rester des spectateurs muets. Aussi faut-il la « formation liturgique et musicale du peuple », de laquelle demeurent responsables les évêques et les supérieurs (article X). Il est vrai que, dans le moto proprio de 1903, ce rôle des fidèles n'était pas évident. Le pape saint Pie X soulignait en effet à Camille Bellaigue, lors d'une audience en octobre 1903 : « je veux que mon peuple prie sur de la beauté. » Avec cette constitution, le pape Pie XI annonce déjà une réforme liturgique, celle du concile Vatican II. À dire vrai, Pie XI avait fait exécuter une messe et des hymnes selon le rite byzantin, quand il présidait le jubilé en 1925.  

## Contenu
I.
Quel que soit l'âge, quel que soit le type d'établissement de formation, il faut commencer à enseigner, aux petits enfants, le chant grégorien et la musique sacrée. En effet, les enfants sont plus capables d'apprendre ces musiques liturgiques. Si cette initiation est correctement tenue, les élèves pourront adapter plus facilement à l'apprentissage musical et théologique dans les champs plus développés, tels que la polyphonie, l'orgue. 
II.
De même, il faut que ce chant grégorien et cette musique sacrée soient plus recommandés aux séminaires ainsi qu'à toutes les autres maisons d'études et de formation. L'enseignement doit y évoluer de telle sorte que les élèves puissent apprendre ces musiques avec joie. Dans ces établissements, les schola cantorum et chorales fonctionnent afin de retrouver la splendeur de ces œuvres anciennes.
III.
Il demeure encore important que soit promu l'office du chœur dans les basiliques, cathédrales, églises collégiales ou conventuelles de religieux. Il faut que cette promotion soit achevée avec dignité, attention et dévotion, notamment la perfection pour la psalmodie, tout comme les séraphins chantant le Sanctus, Sanctus, Sanctus. 
IV.
En faveur de la liturgie de l'Église, il faut garder l'exécution correcte selon la tradition authentique et ancienne, sous la direction des maîtres, qui doivent corriger les erreurs des chorales et d'autres exécutants. En tant que répertoire, l'Édition Vaticane doit être strictement et obligatoirement en usage. Il s'agit des reproductions des éditions officiellement publiées par la Typis vaticanis (Édition Vaticane).  
V.
Ce document se caractérise surtout par une solide recommandation de la pratique de la polyphonie. Pie XI distingue ces œuvres composées entre les XIVe et XVIe siècles, qui se placent en première position après le chant grégorien. Désormais, il faut que les scholæ traditionnelles soient remplaçées par des chapelles musicales qui sont capables d'exécuter ces pièces ainsi que le chant grégorien.  
VI.
Il faut que les scholæ d'enfants soient dorénavant formées, non seulement dans les cathédrales mais également dans les églises de taille modeste. Avec une bonne éducation musicale, ces enfants seront chargés de chanter correctement les œuvres traditionnelles de l'Église. Il s'agit surtout des polyphonies du XVIe siècle, par exemple celles de  Giovanni Pierluigi da Palestrina.   
VII.
Dans l'optique de la célébration de l'Église, la voix humaine est toujours préférée à tout instrument de musique. Les œuvres de l'orchestre, telle la symphonie, demeurent vigoureusement déconseillées.
VIII.
Toutefois, le pape apprécie, en tant qu'instrument aisément adapté à la liturgie de l'Église, l'orgue. L'usage de ce dernier est autorisé, soit avec la chorale, soit exécution en solo, à condition que le répertoire soit soigneusement choisi, en évitant les pièces profanes. 
IX.
Divini cultus conseille fortement la participation des fidèles à la liturgie, notamment à l'exécution du chant grégorien, en manière d'alternance avec les clercs ou la schola. Donc, il ne faut pas qu'ils soient des spectateurs muets. 
X.
Celle-ci recommande aussi la formation liturgique et musicale du peuple sous la direction des évêques et des ordinaires. Cette fonction est également à la charge des communautés possédant les établissements pédagogiques. 
XI.
La constitution souligne une nécessité importante et urgente de la formation des maîtres de chœur et de chapelle. Selon le pape, il faut qu'ils soient savants et très nombreux. Surtout, la constitution recommande cette formation auprès de l'École pontificale de musique sacrée (Pontifitiam Scholam musicæ sacræ altius tradendæ) fondée à Rome en 1910 par le pape Pie X. Il s'agit d'une recommandation particulière à tous les supérieurs.

## Postérité
Si le diocèse de Besançon sortit sa traduction, l'année suivante, sous la direction du cardinal Charles-Henri-Joseph Binet, le texte resta méconnu en France, en comparaison de l'Inter pastoralis officii sollicitudes. C'est la raison pour laquelle J. Perrodon auprès du Grand séminaire d'Orléans décida, en craignant que les vœux de Pie XI ne soient oubliés, de le publier à nouveau, en 1945, dans son livre du chant grégorien, en tant qu'appendice. 
Au regard de la postérité, il est vrai que le pape Pie XI alla plus loin, en renforçant l'idée d'après l'article XI. Le 24 mai 1931, cette école fut érigée comme Pontifitium institutum musicæ sacræ (Institut pontifical de musique sacrée), une des universités pontificales. Plus tard, avec l'arrivée de Dom Eugène Cardine, éminent professeur du chant grégorien, cet établissement devint centre des études grégoriennes en Italie.  
En revanche, il y avait peu de progrès en faveur de la volonté du pape par l'article V, à savoir, la promotion de la polyphonie avec les chapelles musicales. À la suite du concile Vatican II surtout, les fidèles catholiques ont été privés de ce type de musique liturgique très développée. C'est au contraire des professeurs et musiciens auprès des universitaires qui ont fait évoluer la pratique de la polyphonie liturgique, tel Peter Phillips, élève du musicologue David Wulstan auprès de l'université d'Oxford.

## Texte intégral
- texte original en latin Divini cultus sanctitatem sur le site officiel du Vatican : [lire en ligne]
- texte en italien sur le site officiel du Vatican : [lire en ligne]
- texte en anglais en ligne sur Adoremus : [lire en ligne]
- texte en français (publication)
  - Pie XI, Constitution apostolique « Divini cultus » sur la liturgie, le chant grégorien et la musique sacrée, Diocèse de Besançon, 1929[8]
  - J. Perrodon, Notre beau chant grégorien - Les Modes grégoriens, Le Rythme grégorien, Exemples tirés du Paroissien Romain, p. 225-235 (en tant qu'appendix), Grand Séminaire d'Orléans et Office Général du Livre, Orléans et Paris 1945, 272 p.

1. ↑  p. 225
2. ↑  p. 229 ; ce congrès à la ville éternelle reste inconnu.
3. ↑  p. 234
4. 1 2  p. 225, note no 1